# Paraëthecerus sexmaculatus
Paraëthecerus sexmaculatus är en skalbaggsart som beskrevs av Bruch 1926. Paraëthecerus sexmaculatus ingår i släktet Paraëthecerus och familjen långhorningar. Inga underarter finns listade i Catalogue of Life.